# Arberella dressleri
Arberella dressleri là một loài thực vật có hoa trong họ Hòa thảo. Loài này được Soderstr. & C.E.Calderon mô tả khoa học đầu tiên năm 1979.